# Eugène Grébaut

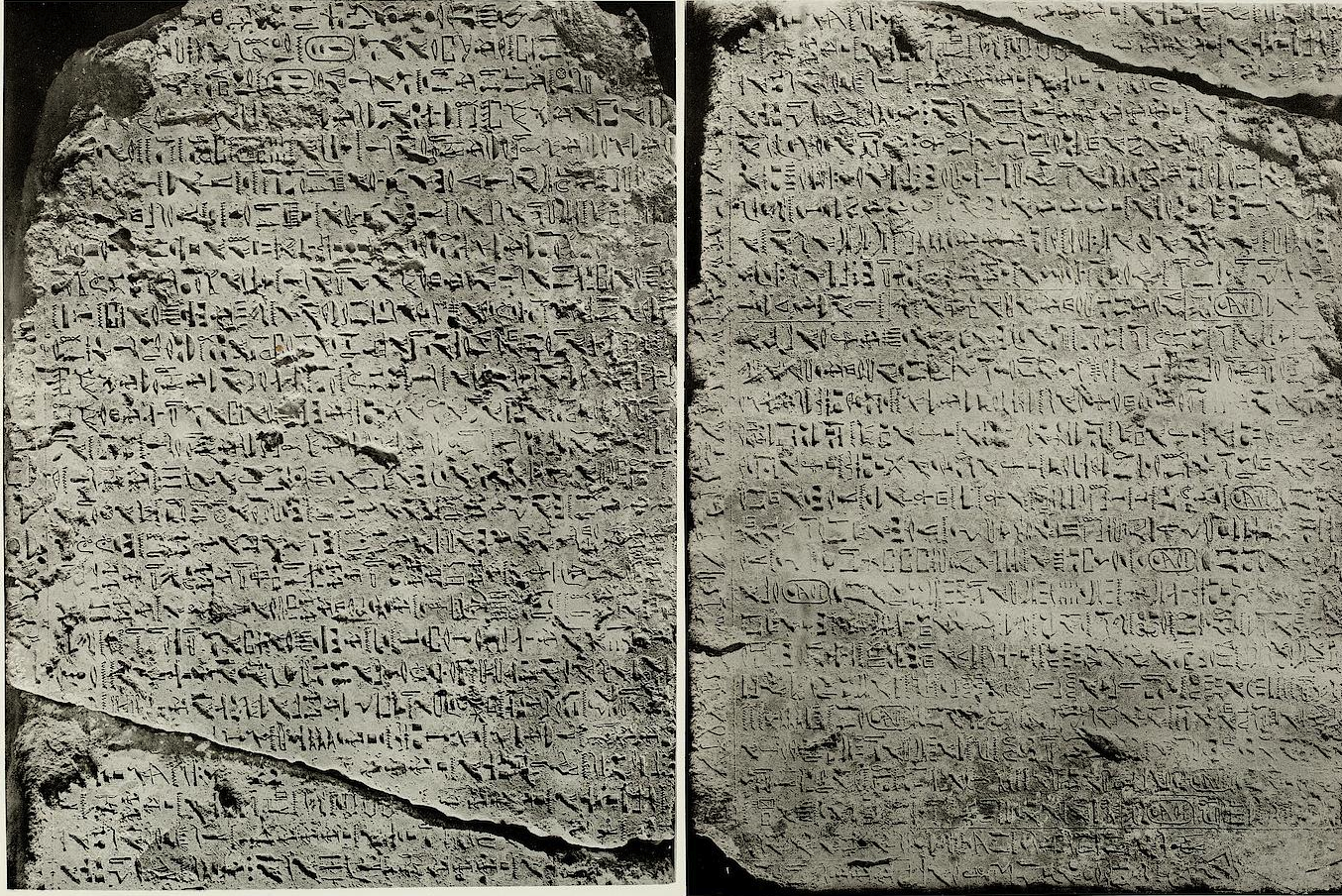
Autobiografía de Weni, de Abidos, ahora en el Museo Egipcio de El Cairo.

Eugène Grébaut (París, 1 de junio de 1846 - 8 de enero de 1915) fue un egiptólogo francés que realizó importantes descubrimientos en el complejo de templos mortuorios y tumbas de Deir el-Bahari, entre ellos varias momias egipcias de sacerdotes y sacerdotisas egipcias de la dinastía XXI en el escondrijo de Bab el-Gasus.

## Biografía
Su abuelo paterno y su tío fueron alcaldes de Courbevoie.
En 1883 sucedió a Eugène Lefébure como director del Institut Français d'Archéologie Orientale (IFAO) de El Cairo. Tres años más tarde, dejó la dirección del IFAO a Urbain Bouriant y sucedió a Gaston Maspero como director del Département des antiquités égyptiennes, creado por Auguste Mariette en 1858, cargo que mantuvo hasta 1892, sucediéndole Jacques de Morgan. Posteriormente, trabajó como profesor de historia antigua en la Sorbona de París.
Fue el autor de "Hymne à Ammon-Ra des papyrus égyptiens du Musée de Boulaq" (1874).
En 1890, exhumó las momias de los reyes sacerdotes de su escondite en Deir el-Bahari. Trajo dos papiros: el de Kamara, esposa de Pinedyem I, escrito en jeroglífico, y el de Nesjons, sobrina y esposa de Pinedyem II, escrito en hierático.
Grébaut fue uno de los que trabajaron en la limpieza de las arenas de los alrededores de la Gran Esfinge:

"A principios del año 1887, se hicieron visibles el pecho, las patas, el altar y la meseta. Se desenterraron tramos de escalones y, finalmente, se tomaron medidas precisas de las grandes figuras. Se descubrió que la altura desde el más bajo de los escalones era de treinta metros, y que el espacio entre las patas medía 10,7 metros de largo y tres de ancho. Aquí había antiguamente un altar; y se descubrió una estela de Tutmosis IV, que registraba un sueño en el que se le ordenaba limpiar la arena que incluso entonces se acumulaba alrededor del emplazamiento de la Esfinge".